# Wereldkampioenschappen kunstschaatsen 2014

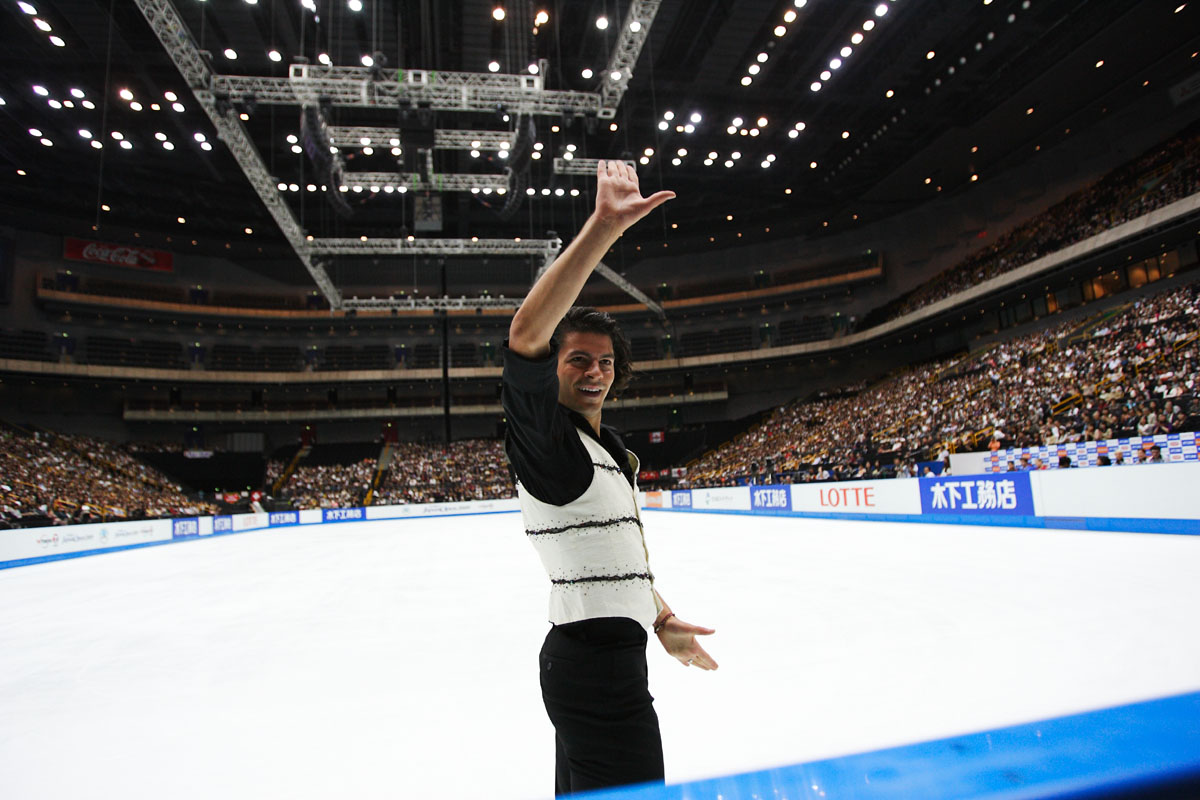
Saitama Super Arena in 2009, waar de kunstschaatswedstrijden gehouden werden

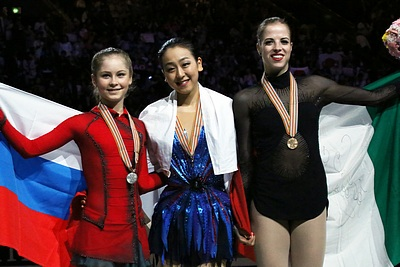
Het podium bij de vrouwen

De Wereldkampioenschappen kunstschaatsen 2014 werden gevormd door vier toernooien die door de Internationale Schaatsunie (ISU) werden georganiseerd.
Voor de mannen was het de 104e editie, voor de vrouwen de 94e, voor de paren de 92e en voor de ijsdansers de 62e editie. De kampioenschappen vonden plaats van 26 tot en met 30 maart in Saitama, Japan. Het was de eerste keer dat de wereldkampioenschappen kunstschaatsen in Saitama plaatsvonden en de zesde keer in Japan. Saitama was de vierde Japanse gaststad, na Tokio (1977, 1985 en 2007), Chiba (1994) en Nagano (2002), waar het WK kunstschaatsen plaatsvond.
| Programma | Programma         | Programma          | Programma        | Programma         | Programma       |
| --------- | ----------------- | ------------------ | ---------------- | ----------------- | --------------- |
|           | woensdag 26 maart | donderdag 27 maart | vrijdag 28 maart | zaterdag 29 maart | zondag 30 maart |
| IJsdansen |                   |                    | korte kür        | vrije kür         | Gala            |
| Paren     | korte kür         | vrije kür          |                  |                   | Gala            |
| Mannen    | korte kür         |                    | vrije kür        |                   | Gala            |
| Vrouwen   |                   | korte kür          |                  | vrije kür         | Gala            |

## Deelname
Elk bij de ISU aangesloten land kon één schaatser/één paar aanmelden per kampioenschap. Extra startplaatsen (met een maximum van drie per kampioenschap) zijn verdiend op basis van de eindklasseringen op het WK van 2013.
Voor België nam Jorik Hendrickx voor de derde keer deel bij de mannen en Kaat Van Daele voor de tweede keer bij de vrouwen. Ook de Britse echtgenote van de Belg Kevin Van der Perren, Jenna McCorkell, nam deel aan dit WK.
Deelnemende landen
Er namen deelnemers uit 38 landen deel aan de kampioenschappen. Er werden 121 startplaatsen ingevuld. Het Russische paar Jekaterina Bobrova en Dmitri Solovjov trok zich voor de wedstrijden bij het ijsdansen terug. De Tsjech Michal Březina en de Britse Jenna McCorkell trokken zich terug voor de vrije kür bij respectievelijk de mannen- en vrouwenwedstrijden.
(Tussen haakjes het totaal aantal startplaatsen in de vier toernooien.)
| Canada (11) Verenigde Staten (10) Rusland (9) Japan (8) Italië (7) Duitsland (6) Frankrijk (6) China (4) Estland (4) Tsjechië (4) | Denemarken (3) Israël (3) Oekraïne (3) Oostenrijk (3) Spanje (3) Verenigd Koninkrijk (3) Zuid-Korea (3) Zwitserland (3) Australië (2) België (2) | Finland (2) Litouwen (2) Polen (2) Slowakije (2) Wit-Rusland (2) Zweden (2) Azerbeidzjan (1) Bulgarije (1) Filipijnen (1) Georgië (1) | Hongarije (1) Hongkong (1) Kazachstan (1) Monaco (1) Noorwegen (1) Oezbekistan (1) Roemenië (1) Turkije (1) |

(Frankrijk, Kazachstan en Spanje vulden de extra startplaats bij de mannen niet in, Zuid-Korea en China vulden de extra startplaats bij de vrouwen niet in.)

## Medailleverdeling
De Japanner Yuzuru Hanyu behaalde zijn eerste wereldtitel bij de mannen. Het was zijn tweede WK-medaille; in 2012 won hij al brons. Zijn landgenoot Tatsuki Machida won bij zijn debuut direct de zilveren medaille, terwijl de Spanjaard Javier Fernández voor het tweede jaar op rij als derde eindigde.
Kunstschaatsster Mao Asada, eveneens uit Japan, veroverde haar derde wereldtitel bij de vrouwen. In 2008 en 2010 won ze ook al de gouden medaille. De Russische debutante Joelia Lipnitskaja werd tweede en de Italiaanse Carolina Kostner, in 2012 nog de wereldkampioene, eindigde nu op de derde plaats. Voor Kostner was het haar zesde WK-medaille.
Het Duitse paar Aliona Savchenko / Robin Szolkowy was voor de vijfde keer de wereldkampioen bij het paarrijden. Het was tevens hun achtste medaille op de WK. In 2013 eindigden Savchenko en Szolkowy nog op de tweede plaats. Het debuterende Russische duo Ksenia Stolbova / Fjodor Klimov won de zilveren medaille. De bronzen medaille was wederom - in 2013 werd het paar ook al onderscheiden met brons - voor het Canadese paar Meagan Duhamel / Eric Radford.
Er was nu een compleet ander podium bij het ijsdansen, aangezien alle medaillewinnaars van 2013 dit jaar niet meededen. Zodoende was het zowel voor het Italiaanse paar Anna Cappellini / Luca Lanotte (de goudenmedaillewinnaars) als het Canadese paar Kaitlyn Weaver / Andrew Poje (de winnaars van het zilver) de eerste WK-medaille. Voor het Franse duo Nathalie Péchalat / Fabian Bourzat, dat brons won, was het echter de tweede WK-medaille; in 2012 wonnen de twee ook al brons.
| Discipline | Goud                              | Zilver                          | Brons                              |
| ---------- | --------------------------------- | ------------------------------- | ---------------------------------- |
| Mannen     | Yuzuru Hanyu                      | Tatsuki Machida                 | Javier Fernández                   |
| Vrouwen    | Mao Asada                         | Joelia Lipnitskaja              | Carolina Kostner                   |
| Paren      | Aliona Savchenko / Robin Szolkowy | Ksenia Stolbova / Fjodor Klimov | Meagan Duhamel / Eric Radford      |
| IJsdansen  | Anna Cappellini / Luca Lanotte    | Kaitlyn Weaver / Andrew Poje    | Nathalie Péchalat / Fabian Bourzat |

## Uitslagen
| #                   | naam (deelname)        | land                      | punten | korte kür  | vrije kür   |
| ------------------- | ---------------------- | ------------------------- | ------ | ---------- | ----------- |
| Goud                | Yuzuru Hanyu (3)       | Vlag van Japan            | 282.59 | 91.24 (3)  | 191.35 (1)  |
| Zilver              | Tatsuki Machida        | Vlag van Japan            | 282.26 | 98.21 (1)  | 184.05 (2)  |
| Brons               | Javier Fernández (8)   | Vlag van Spanje           | 275.93 | 96.42 (2)  | 179.51 (3)  |
| 4                   | Maksim Kovtoen (2)     | Vlag van Rusland          | 247.37 | 84.66 (7)  | 162.71 (5)  |
| 5                   | Jeremy Abbott (5)      | Vlag van Verenigde Staten | 246.35 | 79.67 (8)  | 166.68 (4)  |
| 6                   | Takahiko Kozuka (6)    | Vlag van Japan            | 238.02 | 85.54 (6)  | 152.48 (6)  |
| 7                   | Yan Han                | Vlag van China            | 231.91 | 86.70 (5)  | 145.21 (11) |
| 8                   | Max Aaron (2)          | Vlag van Verenigde Staten | 225.66 | 78.32 (9)  | 147.34 (8)  |
| 9                   | Chafik Besseghier      | Vlag van Frankrijk        | 224.19 | 76.80 (10) | 147.39 (7)  |
| 10                  | Tomáš Verner (12)      | Vlag van Tsjechië         | 223.14 | 89.08 (4)  | 134.06 (15) |
| 11                  | Kevin Reynolds (5)     | Vlag van Canada           | 215.51 | 68.52 (15) | 146.99 (10) |
| 12                  | Nam Nguyen             | Vlag van Canada           | 214.06 | 66.75 (16) | 147.31 (9)  |
| 13                  | Ivan Righini           | Vlag van Italië           | 213.09 | 69.43 (14) | 143.66 (12) |
| 14                  | Peter Liebers (7)      | Vlag van Duitsland        | 211.92 | 74.02 (11) | 137.90 (14) |
| 15                  | Oleksij Bytsjenko (3)  | Vlag van Israël           | 211.24 | 69.73 (12) | 141.51 (13) |
| 16                  | Kim Jin-seo (2)        | Vlag van Zuid-Korea       | 202.80 | 69.56 (13) | 133.24 (16) |
| 17                  | Jorik Hendrickx (3)    | Vlag van België           | 196.78 | 65.56 (17) | 131.22 (18) |
| 18                  | Elladj Baldé           | Vlag van Canada           | 195.39 | 62.84 (22) | 132.55 (17) |
| 19                  | Christopher Caluza (3) | Vlag van Filipijnen       | 193.23 | 64.69 (18) | 128.54 (19) |
| 20                  | Abzal Rakimgaliev (4)  | Vlag van Kazachstan       | 183.55 | 61.77 (24) | 121.78 (20) |
| 21                  | Zoltán Kelemen (7)     | Vlag van Roemenië         | 176.81 | 63.23 (20) | 113.58 (21) |
| 22                  | Maciej Cieplucha (4)   | Vlag van Polen            | 175.97 | 63.07 (21) | 112.90 (22) |
| 23                  | Stéphane Walker        | Vlag van Zwitserland      | 163.91 | 64.40 (19) | 099.51 (23) |
| 24                  | Michal Březina (5)     | Vlag van Tsjechië         | 062.25 | 62.25 (23) | t.z.t.      |
| Finale niet bereikt |                        |                           |        |            |             |
| 25                  | Yakov Godorozha (2)    | Vlag van Oekraïne         |        | 61.53 (25) |             |
| 26                  | Viktor Romanenkov (3)  | Vlag van Estland          |        | 61.14 (26) |             |
| 27                  | Misha Ge (4)           | Vlag van Oezbekistan      |        | 60.34 (27) |             |
| 28                  | Ronald Lam (2)         | Vlag van Hongkong         |        | 60.07 (28) |             |
| 29                  | Kim Lucine (4)         | Vlag van Monaco           |        | 58.19 (29) |             |
| 30                  | Viktor Pfeifer (8)     | Vlag van Oostenrijk       |        | 57.17 (30) |             |
| 31                  | Justus Strid (4)       | Vlag van Denemarken       |        | 55.62 (31) |             |
| 32                  | Alexander Majorov (4)  | Vlag van Zweden           |        | 55.61 (32) |             |

| #                   | naam (deelname)        | land                         | punten | korte kür  | vrije kür   |
| ------------------- | ---------------------- | ---------------------------- | ------ | ---------- | ----------- |
| Goud                | Mao Asada (8)          | Vlag van Japan               | 216.69 | 78.66 (1)  | 138.03 (1)  |
| Zilver              | Joelia Lipnitskaja     | Vlag van Rusland             | 207.50 | 74.54 (3)  | 132.96 (2)  |
| Brons               | Carolina Kostner (12)  | Vlag van Italië              | 203.83 | 77.24 (2)  | 126.59 (6)  |
| 4                   | Anna Pogorilaja        | Vlag van Rusland             | 197.50 | 66.26 (6)  | 131.24 (3)  |
| 5                   | Gracie Gold (2)        | Vlag van Verenigde Staten    | 194.58 | 70.31 (5)  | 124.27 (7)  |
| 6                   | Akiko Suzuki (4)       | Vlag van Japan               | 193.72 | 71.02 (4)  | 122.70 (8)  |
| 7                   | Ashley Wagner (4)      | Vlag van Verenigde Staten    | 193.16 | 63.64 (7)  | 129.52 (4)  |
| 8                   | Polina Edmunds         | Vlag van Verenigde Staten    | 187.50 | 60.59 (12) | 126.91 (5)  |
| 9                   | Park So-youn           | Vlag van Zuid-Korea          | 176.61 | 57.22 (13) | 119.39 (9)  |
| 10                  | Kanako Murakami (4)    | Vlag van Japan               | 172.44 | 60.86 (10) | 111.58 (10) |
| 11                  | Kaetlyn Osmond (2)     | Vlag van Canada              | 170.64 | 62.92 (8)  | 107.72 (13) |
| 12                  | Nathalie Weinzierl (2) | Vlag van Duitsland           | 167.72 | 60.82 (11) | 106.90 (15) |
| 13                  | Gabrielle Daleman      | Vlag van Canada              | 164.78 | 55.72 (14) | 109.06 (11) |
| 14                  | Joshi Helgesson (2)    | Vlag van Zweden              | 162.91 | 54.96 (15) | 107.95 (12) |
| 15                  | Maé-Bérénice Méité (3) | Vlag van Frankrijk           | 158.72 | 61.62 (9)  | 097.10 (16) |
| 16                  | Valentina Marchei (7)  | Vlag van Italië              | 157.64 | 50.27 (22) | 107.37 (14) |
| 17                  | Li Zijun (2)           | Vlag van China               | 150.34 | 54.37 (16) | 095.97 (17) |
| 18                  | Eliška Březinová (2)   | Vlag van Tsjechië            | 145.15 | 49.34 (24) | 095.81 (18) |
| 19                  | Brooklee Han (2)       | Vlag van Australië           | 144.28 | 53.20 (18) | 091.08 (19) |
| 20                  | Anna Ovtsjarova        | Vlag van Zwitserland         | 143.22 | 54.19 (17) | 089.03 (20) |
| 21                  | Natalia Popova (3)     | Vlag van Oekraïne            | 135.05 | 50.32 (21) | 084.73 (21) |
| 22                  | Anne Line Gjersem (2)  | Vlag van Noorwegen           | 130.03 | 49.48 (23) | 080.55 (22) |
| 23                  | Kim Hae-jin            | Vlag van Zuid-Korea          | 129.82 | 51.83 (19) | 077.99 (23) |
| 24                  | Jenna McCorkell (10)   | Vlag van Verenigd Koninkrijk | 50.56  | 50.56 (20) | t.z.t.      |
| Finale niet bereikt |                        |                              |        |            |             |
| 25                  | Nicole Rajičová        | Vlag van Slowakije           |        | 49.24 (25) |             |
| 26                  | Elena Glebova (9)      | Vlag van Estland             |        | 48.09 (26) |             |
| 27                  | Inga Janulevičiūtė (3) | Vlag van Litouwen            |        | 47.20 (27) |             |
| 28                  | Kaat Van Daele (2)     | Vlag van België              |        | 46.05 (28) |             |
| 29                  | Juulia Turkkila (4)    | Vlag van Finland             |        | 45.57 (29) |             |
| 30                  | Anita Madsen (2)       | Vlag van Denemarken          |        | 44.15 (30) |             |
| 31                  | Kerstin Frank (5)      | Vlag van Oostenrijk          |        | 44.11 (31) |             |
| 32                  | Sonia Lafuente (7)     | Vlag van Spanje              |        | 43.94 (32) |             |
| 33                  | Netta Schreiber        | Vlag van Israël              |        | 43.39 (33) |             |

| #                   | naam (deelname)                               | land                         | punten | korte kür  | vrije kür   |
| ------------------- | --------------------------------------------- | ---------------------------- | ------ | ---------- | ----------- |
| Goud                | Aliona Savchenko (11) Robin Szolkowy (10)     | Vlag van Duitsland           | 224.88 | 79.02 (1)  | 145.86 (1)  |
| Zilver              | Ksenia Stolbova Fjodor Klimov                 | Vlag van Rusland             | 215.92 | 76.15 (3)  | 139.77 (2)  |
| Brons               | Meagan Duhamel (6) Eric Radford (4)           | Vlag van Canada              | 210.84 | 77.01 (2)  | 133.83 (4)  |
| 4                   | Kirsten Moore-Towers (3) Dylan Moscovitch (3) | Vlag van Canada              | 205.52 | 69.31 (6)  | 136.21 (3)  |
| 5                   | Peng Cheng (2) Zhang Hao (11)                 | Vlag van China               | 194.83 | 71.68 (5)  | 123.15 (5)  |
| 6                   | Sui Wenjing (3) Han Cong (3)                  | Vlag van China               | 192.10 | 72.24 (4)  | 119.86 (9)  |
| 7                   | Vera Bazarova (5) Joeri Larionov (5)          | Vlag van Rusland             | 189.44 | 67.41 (7)  | 122.03 (6)  |
| 8                   | Joelia Antipova Nodari Maisoeradze            | Vlag van Rusland             | 186.22 | 66.78 (8)  | 119.44 (10) |
| 9                   | Stefania Berton (5) Ondřej Hotárek (7)        | Vlag van Italië              | 184.28 | 62.73 (10) | 121.55 (7)  |
| 10                  | Vanessa James (5) Morgan Ciprès (3)           | Vlag van Frankrijk           | 183.90 | 64.01 (9)  | 119.89 (8)  |
| 11                  | Marissa Castelli (2) Simon Shnapir (2)        | Vlag van Verenigde Staten    | 170.90 | 60.60 (11) | 110.30 (11) |
| 12                  | Paige Lawrence Rudi Swiegers                  | Vlag van Canada              | 168.88 | 59.84 (12) | 109.04 (12) |
| 13                  | Maylin Hausch (5) Daniel Wende (5)            | Vlag van Duitsland           | 159.42 | 58.19 (13) | 101.23 (13) |
| 14                  | Felicia Zhang Nathan Bartholomay              | Vlag van Verenigde Staten    | 151.78 | 57.59 (14) | 094.19 (14) |
| 15                  | Daria Popova Bruno Massot                     | Vlag van Frankrijk           | 142.00 | 52.50 (15) | 089.50 (15) |
| 16                  | Nicole Della Monica (4) Matteo Guarise (3)    | Vlag van Italië              | 139.30 | 51.38 (16) | 087.92 (16) |
| Finale niet bereikt |                                               |                              |        |            |             |
| 17                  | Narumi Takahashi (3) Ryuichi Kihara           | Vlag van Japan               |        | 49.54 (17) |             |
| 18                  | Amani Fancy Christopher Boyadji               | Vlag van Verenigd Koninkrijk |        | 46.96 (18) |             |
| 19                  | Natalja Zabijako (2) Aleksandr Zabojev        | Vlag van Estland             |        | 46.11 (19) |             |
| 20                  | Maria Paliakova Nikita Botsjkov               | Vlag van Wit-Rusland         |        | 45.29 (20) |             |
| 21                  | Julia Lavrentieva Yuri Rudyk                  | Vlag van Oekraïne            |        | 44.20 (21) |             |
| 22                  | Miriam Ziegler Severin Kiefer (3)             | Vlag van Oostenrijk          |        | 44.06 (22) |             |
| 23                  | Elizaveta Makarova (3) Leri Kenchadze (4)     | Vlag van Bulgarije           |        | 42.86 (23) |             |

| #                   | naam (deelname)                                | land                         | punten | korte kür  | vrije kür   |
| ------------------- | ---------------------------------------------- | ---------------------------- | ------ | ---------- | ----------- |
| Goud                | Anna Cappellini (8) Luca Lanotte (8)           | Vlag van Italië              | 175.43 | 69.70 (1)  | 105.73 (4)  |
| Zilver              | Kaitlyn Weaver (6) Andrew Poje (6)             | Vlag van Canada              | 175.41 | 69.20 (2)  | 106.21 (3)  |
| Brons               | Nathalie Péchalat (11) Fabian Bourzat (11)     | Vlag van Frankrijk           | 175.37 | 68.20 (3)  | 107.17 (2)  |
| 4                   | Jelena Ilinych (4) Nikita Katsalapov (4)       | Vlag van Rusland             | 174.38 | 65.67 (5)  | 108.71 (1)  |
| 5                   | Madison Chock (3) Evan Bates (4)               | Vlag van Verenigde Staten    | 167.59 | 67.71 (4)  | 099.88 (5)  |
| 6                   | Maia Shibutani (4) Alex Shibutani (4)          | Vlag van Verenigde Staten    | 158.57 | 63.55 (6)  | 095.02 (6)  |
| 7                   | Viktoria Sinitsina Roeslan Zjigansjin          | Vlag van Rusland             | 155.35 | 62.11 (8)  | 093.24 (8)  |
| 8                   | Piper Gilles (2) Paul Poirier (5)              | Vlag van Canada              | 153.86 | 59.42 (10) | 094.44 (7)  |
| 9                   | Penny Coomes (4) Nicholas Buckland (4)         | Vlag van Verenigd Koninkrijk | 153.66 | 61.21 (9)  | 092.45 (9)  |
| 10                  | Alexandra Paul Mitchell Islam                  | Vlag van Canada              | 148.76 | 57.68 (11) | 091.08 (10) |
| 11                  | Nelli Zhiganshina (6) Alexander Gazsi (6)      | Vlag van Duitsland           | 148.37 | 62.27 (7)  | 086.10 (14) |
| 12                  | Julia Zlobina (3) Alexei Sitnikov (3)          | Vlag van Azerbeidzjan        | 145.24 | 57.01 (12) | 088.23 (11) |
| 13                  | Gabriella Papadakis Guillaume Cizeron          | Vlag van Frankrijk           | 141.49 | 55.11 (15) | 086.38 (13) |
| 14                  | Charlène Guignard (3) Marco Fabbri (3)         | Vlag van Italië              | 140.77 | 53.98 (17) | 086.79 (12) |
| 15                  | Isabella Tobias (4) Deividas Stagniūnas (7)    | Vlag van Litouwen            | 140.72 | 55.37 (13) | 085.35 (15) |
| 16                  | Sara Hurtado (4) Adrià Díaz (4)                | Vlag van Spanje              | 137.47 | 55.06 (16) | 082.41 (17) |
| 17                  | Alexandra Aldridge Daniel Eaton                | Vlag van Verenigde Staten    | 137.37 | 53.34 (18) | 084.03 (16) |
| 18                  | Cathy Reed (7) Chris Reed (7)                  | Vlag van Japan               | 136.13 | 55.18 (14) | 080.95 (18) |
| 19                  | Irina Shtork (3) Taavi Rand (3)                | Vlag van Estland             | 130.38 | 53.03 (20) | 077.35 (19) |
| 20                  | Alisa Agafonova (3) Alper Uçar (8)             | Vlag van Turkije             | 124.02 | 53.07 (19) | 070.95 (20) |
| Finale niet bereikt |                                                |                              |        |            |             |
| 21                  | Tanja Kolbe Stefano Caruso                     | Vlag van Duitsland           |        | 52.08 (21) |             |
| 22                  | Justyna Plutowska (2) Peter Gerber (2)         | Vlag van Polen               |        | 51.99 (22) |             |
| 23                  | Federica Testa (3) Lukáš Csölley (3)           | Vlag van Slowakije           |        | 51.56 (23) |             |
| 24                  | Danielle O'Brien (6) Gregory Merriman (6)      | Vlag van Australië           |        | 51.06 (24) |             |
| 25                  | Ramona Elsener (3) Florian Roost (3)           | Vlag van Zwitserland         |        | 50.64 (25) |             |
| 26                  | Henna Lindholm (2) Ossi Kanervo (2)            | Vlag van Finland             |        | 50.61 (26) |             |
| 27                  | Gabriela Kubová (2) Matěj Novák (4)            | Vlag van Tsjechië            |        | 50.43 (27) |             |
| 28                  | Dóra Turóczi (2) Balázs Major (2)              | Vlag van Hongarije           |        | 48.49 (28) |             |
| 29                  | Laurence Fournier Beaudry Nikolaj Sørensen (3) | Vlag van Denemarken          |        | 48.46 (29) |             |
| 30                  | Allison Reed (4) Vasili Rogov (3)              | Vlag van Israël              |        | 46.05 (30) |             |
| 31                  | Angelina Telegina Otar Japaridze (3)           | Vlag van Georgië             |        | 42.85 (31) |             |
| 32                  | Viktoria Kavaliova (2) Yurii Bieliaiev (2)     | Vlag van Wit-Rusland         |        | 41.08 (32) |             |
| -                   | Jekaterina Bobrova (6) Dmitri Solovjov (6)     | Vlag van Rusland             |        | t.z.t.     |             |

Medaillewinnaars

Mannen · 
Vrouwen ·
Paren · 
IJsdansen

 Toernooi

1896 · 
1897 · 
1898 · 
1899 · 
1900 · 
1901 · 
1902 · 
1903 · 
1904 · 
1905 · 
1906 · 
1907 · 
1908 · 
1909 · 
1910 · 
1911 · 
1912 · 
1913 · 
1914 · 
1915-1921 · 
1922 · 
1923 · 
1924 · 
1925 · 
1926 · 
1927 · 
1928 · 
1929 · 
1930 · 
1931 · 
1932 · 
1933 · 
1934 · 
1935 · 
1936 · 
1937 · 
1938 · 
1939 ·
1940-1946 · 
1947 · 
1948 · 
1949 · 
1950 · 
1951 · 
1952 · 
1953 · 
1954 · 
1955 · 
1956 · 
1957 · 
1958 · 
1959 · 
1960 · 
1961 · 
1962 · 
1963 · 
1964 · 
1965 · 
1966 · 
1967 · 
1968 · 
1969 · 
1970 · 
1971 · 
1972 · 
1973 · 
1974 · 
1975 · 
1976 · 
1977 · 
1978 · 
1979 · 
1980 · 
1981 · 
1982 · 
1983 · 
1984 · 
1985 · 
1986 · 
1987 · 
1988 · 
1989 · 
1990 · 
1991 · 
1992 · 
1993 · 
1994 · 
1995 ·
1996 · 
1997 · 
1998 · 
1999 · 
2000 · 
2001 · 
2002 · 
2003 · 
2004 · 
2005 · 
2006 ·
2007 ·
2008 ·
2009 ·
2010 ·
2011 ·
2012 ·
2013 ·
2014 ·
2015 ·
2016 ·
2017 ·
2018 ·
2019 · 
2020 · 
2021 ·
2022 ·
2023 ·
2024

 ISU-kampioenschappen

WK kunstschaatsen junioren ·
EK kunstschaatsen ·
Viercontinentenkampioenschap ·
Olympische Spelen